# Равне-над-Шентрупертом
Равне-над-Шентрупертом (словен. Ravne nad Šentrupertom) — поселення в общині Шентруперт, регіон Південно-Східна Словенія, Словенія.